# Jania pumila
Jania pumila J.V. Lamouroux, 1816 é o nome botânico de uma espécie de algas vermelhas pluricelulares do gênero Jania.
- São algas marinhas encontradas na África, Ásia, Américas, ilhas do Atlântico, Pacífico e Índico.

## Sinonímia
- Corallina pumila (J.V. Lamouroux) Kützing, 1858